# 俄罗斯联邦国防部女子寄宿学校
俄罗斯联邦国防部女子寄宿学校（俄语：Пансион воспитанниц Министерства обороны Российской Федерации）是一所属于俄罗斯联邦国防部的中学，位于俄罗斯首都莫斯科波利卡尔波夫大街21号。俄罗斯联邦国防部女子寄宿学校于2008年9月1日开学，设五至十一年级，首批招收七年级至九年级的184名女学生。2013年时，学校有740名学生。学校最多可容纳840名女生就学。亦有中国媒体将校名译为俄罗斯联邦国防部女子中等军事学校。

## 生源
根据学校章程，俄罗斯联邦国防部女子寄宿学校只招收边远地区军事重地服役的战士的女儿、来自单亲和多子女家庭的女生、军事行动中死难军人的女儿、参加军事行动的军人的女儿、因军事贡献获得国家奖章的军人的女儿。学生的所有教育费用由俄罗斯国防部承担。据2008年的报道，俄罗斯国防部计划在圣彼得堡、托木斯克等地开设四所类似学校。

## 培养
学校的课程超过俄罗斯义务教育大纲，学生需要学习四门外国语。课程涵盖八大学科：俄罗斯语言文学，数学、计算机科学与计算机工程基础，历史、社会、法律和地理，物理、化学和生物，体育，技术，外国语，世界文化、美术和音乐。学生可以在学校学习舞蹈、瑜伽、跆拳道、骑马、烹饪和裁缝。
这种女子寄宿学校的教育传统可追溯至叶卡捷琳娜大帝1764年下令成立的圣彼得堡斯莫尔尼贵族女子学校。国防部女子寄宿学校借鉴了1917年俄国革命前的俄国贵族女子学校，入学条件、课程设置、作息时间均与原先的贵族女子学校一致。学生们每天吃五顿饭。与旧式的俄国贵族女子学校不同的是，国防部女子寄宿学校的学生并不与世隔绝，她们有机会和中等军事学校的男生跳华尔兹；此外，国防部女子寄宿学校的目标不仅是培养好妻子、好主妇，毕业生将与其他学校的毕业生竞争高等教育入学资格。2011年，首批55名毕业生全部进入高等学校就读。
学校设五至十一年级，最多可容纳840名学生。2008年首次开学时，学校招收了184名女学生，分为七至九年级，每个年级三个班，每班约20人。2013年时，学校有学生740人。
俄罗斯时装设计师瓦伦丁·尤达什金为学生们设计了三款服装：蓝色的军装用于日常学习，天鹅绒礼服用于节日，牛仔休闲服用于周末。学校还为学生提供高跟鞋和其他鞋子。

## 校园
学校位于莫斯科波利卡尔波夫大街21号，邻近莫斯科地铁别戈沃伊站。校园原本是军乐团指挥家的住宅区，2008年开学前改造成学校。校园中有一个花园，还有一个池塘，设有体育馆、舞厅。学生宿舍为二人间，配有电脑和因特网接口，设有单独的淋浴室和卫生间。